# Lagnes
 Lagnes  es una población y comuna francesa, en la región de Provenza-Alpes-Costa Azul, departamento de Vaucluse, en el distrito de Aviñón y cantón de L'Isle-sur-la-Sorgue.
Está integrada en la Communauté de communes du Coustellet.

## Demografía
| 700 | 732 | 765 | 831 | 901 | 876 | 900 | 891 | 900 | 945 | 930 | 966 | 973 | 998 | 960 | 946 | 912 | 898 | 919 | 902 | 832 | 922 | 963 | 957 | 1 020 | 1 006 | 1018 | 1025 | 1021 | 1108 | 1397 | 1473 |
| Para los censos de 1962 a 1999 la población legal corresponde a la población sin duplicidades (Fuente: INSEE [Consultar]) |     |     |     |     |     |     |     |     |     |     |     |     |     |     |     |     |     |     |     |     |     |     |     |       |       |      |      |      |      |      |      |